# ダイタクヘリオス
ダイタクヘリオス（欧字名:Daitaku Helios、1987年4月10日 - 2008年12月12日）は、日本の競走馬、種牡馬。
1991、1992年のマイルチャンピオンシップ（GI）を優勝し、ニホンピロウイナー以来史上2頭目の連覇。その他の勝ち鞍に、1991年、1992年のマイラーズカップ（GII）、1991年の高松宮杯（GII）、1992年の毎日王冠（GII）、1990年のクリスタルカップ（GIII）。重賞7勝を含む通算10勝を挙げて、シンボリルドルフ、オグリキャップ、メジロマックイーンに続いて史上4頭目の獲得賞金6億円超えを果たした。
2000年JRA賞最優秀父内国産馬およびJRA賞最優秀短距離馬であるダイタクヤマトの父としても知られる。

## デビューまで

### 誕生までの経緯

#### 母ネヴァーイチバン
ネヴァーイチバンは、1971年に北海道浦河町の日高山口牧場で生産された牝馬である。父ネヴァービート、母ミスナンバイチバンであり、母系には、ハイペースの逃げで1972年春のクラシック二冠を果たしたカブラヤオーがいた。競走馬として出走することなく、同牧場で繁殖牝馬となる。1975年に初仔を生産して以降、1983年までの8年間で7頭を生産。うち6頭が競走馬デビュー、中でも1982年生の7番仔スイートラブ（牝、父:テスコボーイ）は、中村雅一の所有、栗東トレーニングセンターの梅田康雄調教師のもとでデビューし、中央競馬で複数回勝利を挙げる活躍を見せていた。1985年、8番仔からは、北海道平取町の清水牧場で生産を実施。8番仔ダイタクウイナー（牡、父:アスワン）、9番仔リープハーバサージ（牡、父:アンバーシャダイ）は、同じ中村・梅田のもとデビューしていた。

#### 父ビゼンニシキ
ビゼンニシキは、フランスの短中距離で活躍したダンディルートを父に持つ牡馬である。4歳である1984年、6戦5勝2着1回で臨んだ皐月賞（GI）にて、直線で前を行く後の無敗牡馬クラシック三冠三冠馬であり、7冠馬シンボリルドルフの斜行に屈し、2着となった。管理する成宮明光調教師が「あれがなければ負けてやしないよ」、騎乗した蛯沢誠治が「（前略）この手応えならと思ったが、あんなふうになってしまって…」と嘆くほどの不利を受けての敗戦であり、井口民樹によれば「もし、あの年にシンボリルドルフがいなかったら、皐月賞馬はビゼンニシキだっただろう」という空想が「巷間よく聞かれる言葉」だったという。その後ビゼンニシキはGI未勝利のまま、秋初戦スワンステークス（GII）の競走中に右前浅屈健不全断裂を発症し引退、翌1985年から種牡馬に転身し、初年度は49頭の繁殖牝馬と交配した。

#### 交配の経緯
清水牧場での供用2年目、1986年のネヴァーイチバンは、初めてビゼンニシキと交配する。
清水牧場の場主である清水愛美は、ビゼンニシキを「シンボリルドルフにはかなわなかったれども〔ママ〕、これはちょっと相手が悪すぎました。ふつうの世代のなら楽に勝ってるはずです。あのスピードと瞬発力は魅力的だったし、体型も大好きだった」と高く評価していたことから、その種牡馬シンジケートに入会し、供用初年度から積極的に、ビゼンニシキを牧場の牝馬に交配していた。また、牧場の清水哲朗は「配合面で特に考えたわけじゃなく、ネヴァーイチバンが小さな馬なので、馬格が立派なビゼンニシキを付けたんです」と述べている。なお、この年ビゼンニシキはネヴァーイチバンを含む53頭の繁殖牝馬と交配した。
こうして1987年4月10日、清水牧場にてネヴァーイチバンの10番仔である黒鹿毛の牡馬（後のダイタクヘリオス）が誕生した。

### 幼駒時代
10番仔はおとなしい性格で、人の手を煩わせず、病気もしなかった。母ネヴァーイチバンは、脚元が内向していたが、それは仔に受け継がれなかった。哲朗によれば「特に見栄えのする馬ではなかった（中略）特別に走りそうだという印象もありませんでした」「体のつくりそのものはガッチリとした感じでしたけど、アタマがやたら大きくて、お世辞にも見栄えのする馬じゃありません（中略）スイートラブに比べると馬っぷりがかなり落ちただけに、ここまで出世するなんていうのはちょっと考えにくかった」「馬格からいって900万条件でとまる馬だと思っていた（後略）」と回想している。2歳10月に隣接する平取町の雅牧場に移動。育成過程に入ったが、動きも変わらず平凡であり、他の同期が期待されていた。
10番仔は、スイートラブら兄姉と同様に、中村雅一の所有となる。中村の用いる冠名「ダイタク」に、ギリシャ神話の太陽神「ヘリオス」を組み合わせた「ダイタクヘリオス」という競走馬名が与えられた。ダイタクヘリオスは、兄姉と同様に、梅田調教師の管理馬となり、3歳となった1989年7月、梅田厩舎に入厩。担当厩務員の前野、調教助手の村辺、所属見習騎手の岸滋彦らの入厩直後の見立てでは「この血統に外れはない。900万クラスにまでは出世してくれるのじゃないかな」と考えていた。

## 競走馬時代

### 3歳（1989年）
10月7日、京都競馬場の新馬戦（芝1400メートル）に岸滋彦が騎乗してデビューし、3着。以降引退まで、岸が主戦騎手を務めることになる。21日、2回目の新馬戦（ダート1200メートル）は直線で抜け出すも、ニチドウサンダーに交わされて2着。29日、連闘で臨んだ3回目の新馬戦（芝1600メートル）では、逃げ切り初勝利を挙げる。2週間後の11月11日、デイリー杯3歳ステークス（GII）に格上挑戦で、重賞初出走。後続を引き離して逃げ、道中かかりっぱなし。直線で脚が鈍りかわされた。されど大敗はせず、勝利したヤマニングローバルに約3馬身半差の4着を確保。岸は「道中引っかかって、まともの走りをしていない（中略）強いメンバー相手に、ちぐはぐなレースをしながらもこれだけ走ってくれた。力のある馬だな」と感じたという。

12月9日の阪神競馬場、自己条件のさざんか賞（400万円以下）では逃げ切り、2勝目を挙げた。再び連闘して17日、阪神3歳ステークス（GI）でGI初出走。単勝オッズ7.9倍の4番人気に推された。スタートから逃げ、直線ではしばらく独走したが、後方待機から追い上げる7番人気コガネタイフウにゴール寸前で差し切られ、アタマ差の2着。梅田はこれを機に、4歳春の大目標を皐月賞に定めた。梅田は、このように述懐している。

### 4歳（1990年）
1月14日のシンザン記念（GIII）で始動、4番人気で出走する。大外枠からの発走でハナを奪えず、3番手追走。直線では、2番手から抜け出したニチドウサンダーに迫ったが、半馬身届かず2着。岸は「早く交わしておけば、勝てたかも。作戦ミスでした」と述懐している。続いて2月11日、不良馬場のきさらぎ賞（GIII）ではハナを奪って逃げたが、直線で伸びず6着。東上して3月25日、皐月賞のトライアル競走であるスプリングステークス（GII）でもハナを奪って逃げようとしたが、外からストロングクラウンが挑んできた。2頭で張り合って後続を離す逃げとなってしまい、前半1000メートルを57.9秒で通過するハイペース。直線では余力がなくなって11着。距離がマイル以上の2戦で連続して着外となった。岸は敗因を距離ではなく、きさらぎ賞は不良馬場、スプリングステークスはハイペースが堪えたためであると捉えていた。しかし梅田ら陣営は、目標としていた皐月賞などクラシックを断念、栗東に帰厩した。梅田は、ダイタクヘリオスの適性は、短距離にあると捉え、以後その路線を進むこととなる。
4月14日、東上して1200メートルのクリスタルカップ（GIII）に出走、単勝オッズ4.0倍の2番人気に推される。スタートからサファリキャップを前に行かせて、その直後の2番手に位置。ハイペースの流れの中、直線で抜け出し後方との差を広げた。そのまま突き放し、2馬身半差をつけて入線する。岸がゴール手前で2回後ろを振り返ることができるほどの完勝での重賞初勝利を挙げる。梅田やビゼンニシキ産駒にとっても初めての重賞タイトルだった。続いて5月13日、葵ステークス（OP）に出走。別定戦のため、出走メンバーで最も重い負担重量――同世代の牡馬よりも3,4キログラム重い59キログラムを背負った。2番人気に推される。1番人気ウエスタントーヨーと13番人気アンビシャスホープを前に行かせて、好位の3番手に位置。直線で追い上げたが、アンビシャスホープにクビ差届かず2位で入線した。しかしアンビシャスホープが直線での斜行により失格処分となり、ダイタクヘリオスの繰り上がり1着が認められて4勝目、連勝となった。6月3日、ニュージーランドトロフィー4歳ステークス（GII）では、単枠指定制度の対象となった。3.6倍の1番人気で出走。クリスタルカップと同様にサファリキャップを前に行かせて、2馬身後方の2番手に位置。ハイペースの流れで直線で抜け出したが、中団待機から追い上げた3番人気ミュージックタイムに、外からかわされ、1馬身半差の2着となった。
デビューからの8か月間で、12戦に出走していたが、ここで初めて長期休養。生まれ故郷で夏休みを過ごした。秋は、放牧明けの輸送で脚を負傷したことで調整が遅れ、筋肉痛（コズミ）が癒えない状態の中、11月18日のマイルチャンピオンシップ（GI）で復帰、再スタートから後方を追走、伸びずブービー賞17着。距離を1200メートルに戻し12月2日のシリウスステークス（OP）では3番人気4着。12月16日のスプリンターズステークス（GI）では、4番人気で出走。ナルシスノワールらとともに総勢4頭で先行争いをした挙句、前半600メートルを32.4秒で通過するハイペース。直線で後方待機勢に交わされた。抜け出したバンブーメモリーが、日本レコードを更新するタイムで優勝。ダイタクヘリオスは伸びあぐね、バンブーメモリーに4馬身半以上離された5着となった。

### 5歳（1991年）
2月3日の淀短距離ステークス（OP）で始動し4着。その後については、2月24日のマイラーズカップ（GII）と3月3日の中日新聞杯（GIII）の二択だったが、マイラーズカップで「本命視」（浅利大策）されていたホリノウイナーが出走を止めたことから、マイラーズカップを選択。4番人気に推される。3頭が先行争いをしてハイペース、ダイタクヘリオスは、それに加わらずに控えて4番手を進んだ。直線で前を行く3頭の脚が鈍る中、馬場の最も内から抜け出した。以降、差を広げる一方となって独走、後方に5馬身差をつけて入線。重賞2勝目、走破タイム1分41秒2は、1990年にリキサンナナが樹立したコースレコード1分41秒5を0.3秒上回った。騎乗した武は「今までこの馬のレースを見ていた印象は一瞬いい脚を使うがゴール前で止まってしまう馬（中略）それがなんと5馬身差の圧勝。自分の思っていた印象とはぜんぜん違っていましたね。そうとう〔ママ〕力をつけていると思いますよ。」と述懐している。
続いて、3月17日のダービー卿チャレンジトロフィー（GIII）では、単枠指定および1番人気となり、逃げて失速し4着。4月21日の京王杯スプリングカップ（GII）では、控えた4番手から抜け出せず6着。それから5月12日の安田記念（GI）は、単勝オッズ28.7倍の10番人気で出走。6枠13番からスタートし中団外を追走、ハイペース。直線では、外から先行馬をかわして抜け出したが、さらに外から追い込むダイイチルビーにゴール手前でかわされ、1馬身4分の1差の2着。6月23日のCBC賞（GII）は、単枠指定と2番人気で出走。スタートから先行するも、不良馬場で本来の走りができずに失速し、5着となった。
7月7日、2000メートルの高松宮杯（GII）に、加用正が騎乗して参戦。出走8頭のうち、安田記念を制したダイイチルビーが注目を集めて1.4倍、同条件の愛知杯を勝利したホワイトアローが6.3倍、中京1800メートルの金鯱賞2着から臨むトーワルビーが7.5倍という上位人気。対してダイタクヘリオスは11.7倍の5番人気であった。梅田は加用に、最終コーナーで先頭に立ち、差しのダイイチルビーを待たずに追い出す騎乗を指示した。1枠1番からスタートして先行。ハナをトーワルビーに譲り、2番手を追走する。一方ダイイチルビーは、その後ろの3番手、3頭はそれぞれ間を空けての追走だった。トーワルビーはかかってハイペースを作り、やがて第3コーナーで失速。代わってダイタクヘリオス先頭、ダイイチルビー2番手で最終コーナーを通過した。直線では作戦通り、すぐに仕掛けられてリードを作った。対するダイイチルビーは、外からの末脚で以て、そのビハインドを埋めにかかった。2頭の差がなくなり、全く並んだところが決勝線。写真判定により、ダイタクヘリオスのハナ差先着が認められた。重賞3勝目、安田記念と正反対のワンツーフィニッシュとなり「安田記念の雪辱を果たした」（『優駿』）とも称された。加用にとっては、1989年マルブツスピーリアで制したウインターステークス以来、1年半ぶりの重賞勝利だった。

秋は、10月6日の毎日王冠（GII）で始動、5番人気となる。スタートから単騎で逃げたが、2番手のプレクラスニーにゴール手前でかわされ、半馬身差の2着。10月26日のスワンステークス（GII）9着を挟み、11月17日のマイルチャンピオンシップ（GI）に出走する。ダイイチルビー1.8倍、スワンステークスを勝利したケイエスミラクル4.3倍、バンブーメモリー10.6倍、ダイタクヘリオスは11.8倍の4番人気であった。梅田は岸に対し、ハナで競馬をしないよう指示していた。
7枠12番からスタートして先行。積極的にハナを奪った2頭の後方で控えようとしたが、ダイタクヘリオスの推進力を感じ取った岸は、指示を破って第3コーナーで先頭に並びかけた。コーナーの下り坂でスピードに乗り、かわして単独先頭となった。スローペースを刻んだダイタクヘリオスは、最終コーナーをリードを広げながら通過、直線では独走状態。残り200メートル地点では5馬身のリードを作った。その後次第に足が鈍り、リードを縮められたが、2馬身半差をつけて入線。逃げ切ってGI初勝利となった。それから有馬記念（GI）に出走。逃げるツインターボ、プレクラスニーに次ぐ3番手追走から、5着となった。

### 6歳（1992年）
3月1日、マイラーズカップで始動。暮れのスプリンターズステークスを勝利したダイイチルビーが1.7倍、それに次ぐ5.0倍の2番人気、負担重量60キログラムを背負って出走する。ミルフォードスルーがハイペースで逃げる中、その直後の4番手を追走、最終コーナーで抜け出した。ダイイチルビーの追い上げ見られず独走状態となり、5馬身差をつけて先頭で入線、マイラーズカップ連覇を果たした。続いて4月25日の京王杯スプリングカップは、ダイイチルビーに次ぐ2番人気で出走。好位で直線に向くも伸びず4着。5月17日の安田記念は、好位の内追走から、直線外に持ち出し伸びず6着。6月14日の宝塚記念では、逃げるメジロパーマーに次ぐ2番手で直線に向くも、伸びず5着となった。
夏休みを経て、秋は10月11日の毎日王冠で復帰。ナイスネイチャやサクラヤマトオー、イクノディクタスに次ぐ4番人気に推される。最内枠から「好スタート」でハナを奪って逃げに出た。直線では、イクノディクタス、ナイスネイチャの追い上げを封じて先頭で入線。逃げ切りで重賞6勝目、走破タイム1分45秒6は、1986年毎日王冠でサクラユタカオーが樹立したコースレコード、日本レコードである1分46秒0を0.4秒上回った。それから11月1日の天皇賞（秋）は、トウカイテイオー、ナイスネイチャに次ぐ3番人気で出走。メジロパーマーとともに先手を主張し、共倒れして8着となった。

11月28日、マイルチャンピオンシップに出走。4連勝中の4歳牝馬シンコウラブリイが4.1倍の1番人気となり、それに次ぐ5.0倍の2番人気となる。梅田は岸に対し、ハナで競馬をしないよう、前年と同様の指示を行った。8枠18番の大外枠から発走する。
スタートから指示通り、ハナを奪いには行かず4番手を追走。第3コーナーの坂の下りで先頭を奪取。独走状態で直線に向き、リードを作った。後方からシンコウラブリイ、ナイスネイチャなどが追い上げてきたが封じて、それらに1馬身半差をつけて先頭で入線。GI2勝目、1984年、85年連覇のニホンピロウイナーに続く史上2頭目のマイルチャンピオンシップ連覇を達成。獲得賞金は6億7595万2400円に上り、シンボリルドルフ、オグリキャップ、メジロマックイーンに続いて史上4頭目となる6億円超えを果たした。加えて走破タイム1分33秒3は、1990年にパッシングショットが樹立したレースレコード1分33秒6を0.3秒上回り、1977年にアイノクレスピンが樹立したコースレコード1分33秒5を0.2秒上回った。
オーナーの中村は、この頃、病気で寝込んでいた。中村は、ダイタクヘリオスの走る姿が見たいと翌年以降の現役続行を希望していた。しかし、梅田は馬産地から種牡馬としての期待があったことや、「飛行機ではないが"金属疲労"がある」ことを主張して中村を諭し、この年限りの引退が決定する。引退レースと決めて、12月20日のスプリンターズステークスに1番人気で出走。スタートから後方を進んで伸びず、4着敗退。これを以て引退となるところだったが入院中の中村が、病室のテレビからもう一度ダイタクヘリオスの走りを見たいと希望。急遽連闘で12月27日の有馬記念に出走する。メジロパーマーと逃げに出たが、ダイタクヘリオスだけかかって失速。メジロパーマーが逃げ切り優勝を果たす一方で、後退し12着に敗れる。これが真の引退レースとなった。
翌1993年1月31日、京都競馬場で引退式を開催される。主戦騎手の岸を背に、マイルチャンピオンシップ連覇達成時の18番ゼッケンを纏って、直線コースを走行。ニンジンのレイがかけられた。現役時は個性派として人気を博したため、引退してから数年後、JRAの公式サイトで「GI2勝の喜劇王」と紹介されている。

## 種牡馬時代
1996年より、北海道日高軽種馬農業協同組合門別種馬場にて種牡馬となる。全60株で1株400万円、総額2億4000万でシンジケートが組まれた。同種馬場には、イナリワンとミホノブルボンも繋養されていたため、見物客は一年間途切れなかったという。初年度は、早射ちで種付けを済ませて受胎率も90パーセント越えであり、同種馬場スタッフから歓迎されていたが、その反面放牧されている際に寝転がることが多かったため、手入れが大変だったという。雪解けの頃に寝転がり、馬体についた泥が乾いてしまったときには「黒鹿毛の巨体が芦毛のように変身」し、手入れに他の馬の倍以上の時間がかかっていた。ある日の放牧中、あまりに寝転がり、人が心配して様子を確認したところ、ただ寝ながら青草を食べていただけだった。横尾一彦によれば、この行為を「おおらかというか、こんな馬は聞いた例がない」と伝えている。
種牡馬初年度のダイタクヘリオスは、60頭の繁殖牝馬を集めている。その中から産まれた1頭ダイタクヤマトは、出走頭数中の最低人気で2000年のスプリンターズステークスを優勝、同年のJRA賞最優秀父内国産馬、JRA賞最優秀短距離馬を受賞した。2003年からは青森県八戸市の山内牧場へ移動し、2008年に受胎率の低下と高齢を理由に種牡馬を引退する。同牧場で功労馬となった直後の12月12日早朝、22歳で死亡。牧場の関係者によれば、朝放牧に出そうとしていたところ、死んでいたという。

## 競走成績
以下の内容は、netkeiba.comおよびJBISサーチの情報に基づく。
| 競走日 | 競走日 | 競走日 | 競馬場 | 競走名          | 格   | 距離（馬場）  | 頭 数 | 枠 番 | 馬 番 | オッズ （人気） | オッズ （人気） | 着順 | タイム （上り3F） | 着差 | 騎手      | 斤量 [kg] | 1着馬（2着馬）       | 馬体重 [kg] |
| ------ | ------ | ------ | ------ | --------------- | ---- | ------------- | ----- | ----- | ----- | --------------- | --------------- | ---- | ----------------- | ---- | --------- | --------- | -------------------- | ----------- |
| 1989.  | 10.    | 07     | 京都   | 3歳新馬         |      | 芝1400m（良） | 12    | 4     | 4     | 11.9            | 0（3人）        | 03着 | 01:24.7 (36.6)    | -0.5 | 0岸滋彦   | 52        | オースミロッチ       | 476         |
|        | 10.    | 21     | 京都   | 3歳新馬         |      | ダ1200m（良） | 12    | 8     | 12    | 02.0            | 0（1人）        | 02着 | 01:14.0 (38.1)    | -0.5 | 0岸滋彦   | 52        | ニチドウサンダー     | 474         |
|        | 10.    | 29     | 京都   | 3歳新馬         |      | 芝1600m（良） | 15    | 2     | 3     | 04.1            | 0（3人）        | 01着 | 01:36.3 (37.0)    | -0.4 | 0岸滋彦   | 52        | （ジャストアハード） | 474         |
|        | 11.    | 11     | 阪神   | デイリー杯3歳S  | GII  | 芝1400m（良） | 10    | 2     | 2     | 20.5            | 0（6人）        | 04着 | 01:23.8 (36.8)    | -0.7 | 0岸滋彦   | 54        | ヤマニングローバル   | 470         |
|        | 12.    | 09     | 阪神   | さざんか賞      | 4下  | 芝1400m（良） | 11    | 2     | 2     | 02.8            | 0（1人）        | 01着 | 01:22.9 (37.1)    | -0.2 | 0田島良保 | 54        | （ダイイチコーヤ）   | 466         |
|        | 12.    | 17     | 阪神   | 阪神3歳S        | GI   | 芝1600m（良） | 12    | 5     | 5     | 07.9            | 0（4人）        | 02着 | 01:35.7 (37.6)    | -0.0 | 0武豊     | 54        | コガネタイフウ       | 466         |
| 1990.  | 01.    | 14     | 京都   | シンザン記念    | GIII | 芝1600m（良） | 11    | 8     | 11    | 07.3            | 0（4人）        | 02着 | 01:36.1 (35.8)    | -0.1 | 0岸滋彦   | 55        | ニチドウサンダー     | 460         |
|        | 02.    | 11     | 阪神   | きさらぎ賞      | GIII | 芝2000m（不） | 12    | 7     | 9     | 06.9            | 0（4人）        | 06着 | 02:05.2 (39.5)    | -1.1 | 0岸滋彦   | 56        | ハクタイセイ         | 460         |
|        | 03.    | 25     | 中山   | スプリングS     | GII  | 芝1800m（良） | 14    | 2     | 3     | 40.9            | 0（8人）        | 11着 | 01:51.3 (41.0)    | -2.4 | 0岸滋彦   | 56        | アズマイースト       | 456         |
|        | 04.    | 14     | 中山   | クリスタルC     | GIII | 芝1200m（稍） | 10    | 5     | 5     | 04.0            | 0（2人）        | 01着 | 01:09.0 (35.8)    | -0.4 | 0岸滋彦   | 55        | （シンボリガルーダ） | 456         |
|        | 05.    | 13     | 京都   | 葵S             | OP   | 芝1400m（良） | 18    | 8     | 18    | 05.2            | 0（2人）        | 01着 | 01:23.6 (37.2)    | -0.1 | 0岸滋彦   | 59        | （ダイイチオイシ）   | 456         |
|        | 06.    | 03     | 東京   | NZT4歳S         | GII  | 芝1600m（良） | 16    | 5     | 9     | 03.6            | 0（1人）        | 02着 | 01:35.1 (37.6)    | -0.2 | 0岸滋彦   | 56        | ミュージックタイム   | 456         |
|        | 11.    | 18     | 京都   | マイルCS        | GI   | 芝1600m（良） | 18    | 8     | 16    | 53.4            | （12人）        | 17着 | 01:35.5 (35.5)    | -1.9 | 0田島良保 | 55        | パッシングショット   | 464         |
|        | 12.    | 02     | 中京   | シリウスS       | OP   | 芝1200m（稍） | 12    | 7     | 9     | 05.5            | 0（3人）        | 04着 | 01:10.3 (36.7)    | -0.4 | 0上野清章 | 58        | ホリノウイナー       | 464         |
|        | 12.    | 16     | 中山   | スプリンターズS | GI   | 芝1200m（良） | 16    | 6     | 10    | 08.1            | 0（4人）        | 05着 | 01:08.5 (35.7)    | -0.7 | 0岸滋彦   | 55        | バンブーメモリー     | 462         |
| 1991.  | 02.    | 03     | 京都   | 淀短距離S       | OP   | 芝1200m（良） | 14    | 7     | 11    | 03.8            | 0（2人）        | 04着 | 01:09.8 (35.1)    | -0.7 | 0岸滋彦   | 56        | グロリアトウショウ   | 478         |
|        | 02.    | 24     | 中京   | マイラーズC     | GII  | 芝1700m（良） | 13    | 4     | 5     | 05.6            | 0（4人）        | 01着 | R1:41.2 (36.5)    | -0.8 | 0武豊     | 56        | （プリティハット）   | 470         |
|        | 03.    | 17     | 中山   | ダービー卿CT    | GIII | 芝1200m（稍） | 11    | 5     | 6     | 02.9            | 0（1人）        | 04着 | 01:09.5 (36.0)    | -0.6 | 0岸滋彦   | 57        | ナイスパーワー       | 466         |
|        | 04.    | 21     | 東京   | 京王杯SC        | GII  | 芝1400m（良） | 18    | 1     | 1     | 08.4            | 0（5人）        | 06着 | 01:22.2 (35.8)    | -0.7 | 0岸滋彦   | 57        | ダイイチルビー       | 466         |
|        | 05.    | 12     | 東京   | 安田記念        | GI   | 芝1600m（良） | 16    | 6     | 13    | 28.7            | （10人）        | 02着 | 01:34.0 (36.0)    | -0.2 | 0岸滋彦   | 57        | ダイイチルビー       | 466         |
|        | 06.    | 23     | 中京   | CBC賞           | GII  | 芝1200m（不） | 11    | 7     | 9     | 03.2            | 0（2人）        | 05着 | 01:11.4 (36.7)    | -0.6 | 0岸滋彦   | 58        | フェイムオブラス     | 462         |
|        | 07.    | 07     | 中京   | 高松宮杯        | GII  | 芝2000m（良） | 8     | 1     | 1     | 11.7            | 0（5人）        | 01着 | 01:59.4 (36.5)    | -0.0 | 0加用正   | 58        | （ダイイチルビー）   | 456         |
|        | 10.    | 06     | 東京   | 毎日王冠        | GII  | 芝1800m（稍） | 13    | 8     | 13    | 08.9            | 0（5人）        | 02着 | 01:46.2 (36.5)    | -0.1 | 0岸滋彦   | 58        | プレクラスニー       | 466         |
|        | 10.    | 26     | 京都   | スワンS         | GII  | 芝1400m（良） | 16    | 1     | 1     | 06.8            | 0（4人）        | 09着 | 01:21.6 (35.9)    | -1.0 | 0岸滋彦   | 58        | ケイエスミラクル     | 468         |
|        | 11.    | 17     | 京都   | マイルCS        | GI   | 芝1600m（良） | 15    | 7     | 12    | 11.8            | 0（4人）        | 01着 | 01:34.8 (35.3)    | -0.4 | 0岸滋彦   | 57        | (ダイイチルビー)     | 472         |
|        | 12.    | 22     | 中山   | 有馬記念        | GI   | 芝2500m（良） | 15    | 3     | 4     | 32.2            | 0（9人）        | 05着 | 02:31.3 (36.8)    | -0.7 | 0岸滋彦   | 57        | ダイユウサク         | 474         |
| 1992.  | 03.    | 01     | 阪神   | マイラーズC     | GII  | 芝1600m（良） | 11    | 4     | 4     | 05.0            | 0（2人）        | 01着 | 01:36.2 (37.0)    | -0.9 | 0岸滋彦   | 60        | （シンホリスキー）   | 476         |
|        | 04.    | 25     | 東京   | 京王杯SC        | GII  | 芝1400m（良） | 13    | 5     | 6     | 02.9            | 0（2人）        | 04着 | 01:22.0 (35.8)    | -0.4 | 0岸滋彦   | 59        | ダイナマイトダディ   | 474         |
|        | 05.    | 17     | 東京   | 安田記念        | GI   | 芝1600m（良） | 18    | 3     | 5     | 02.9            | 0（1人）        | 06着 | 01:34.2 (36.6)    | -0.4 | 0岸滋彦   | 57        | ヤマニンゼファー     | 472         |
|        | 06.    | 14     | 阪神   | 宝塚記念        | GI   | 芝2200m（良） | 13    | 3     | 3     | 05.9            | 0（2人）        | 05着 | 02:20.6 (41.4)    | -2.0 | 0岸滋彦   | 57        | メジロパーマー       | 474         |
|        | 10.    | 11     | 東京   | 毎日王冠        | GII  | 芝1800m（良） | 11    | 1     | 1     | 05.2            | 0（4人）        | 01着 | R1:45.6 (35.5)    | -0.1 | 0岸滋彦   | 59        | （イクノディクタス） | 474         |
|        | 11.    | 01     | 東京   | 天皇賞（秋）    | GI   | 芝2000m（良） | 18    | 3     | 6     | 07.0            | 0（3人）        | 08着 | 01:59.2 (38.4)    | -0.6 | 0岸滋彦   | 58        | レッツゴーターキン   | 474         |
|        | 11.    | 22     | 京都   | マイルCS        | GI   | 芝1600m（良） | 18    | 8     | 18    | 05.0            | 0（2人）        | 01着 | R1:33.3 (35.0)    | -0.2 | 0岸滋彦   | 57        | (シンコウラブリイ)   | 472         |
|        | 12.    | 20     | 中山   | スプリンターズS | GI   | 芝1200m（良） | 16    | 6     | 12    | 03.8            | 0（1人）        | 04着 | 01:08.1 (34.8)    | -0.4 | 0岸滋彦   | 57        | ニシノフラワー       | 476         |
|        | 12.    | 27     | 中山   | 有馬記念        | GI   | 芝2500m（良） | 16    | 4     | 8     | 23.1            | 0（7人）        | 12着 | 02:34.8 (38.6)    | -1.3 | 0岸滋彦   | 56        | メジロパーマー       | 476         |

- タイム欄のRはレコード勝ちを示す。

## 種牡馬成績
以下の内容は、JBISサーチの情報に基づく。
| 種付年度 | 種付頭数 | 生産頭数 | 血統登録頭数 | 出走頭数 | 勝馬頭数 | 重賞勝馬頭数 | AEI  | CPI  |
| -------- | -------- | -------- | ------------ | -------- | -------- | ------------ | ---- | ---- |
| 1993     | 60       | 44       | 43           | 36       | 22       | 1            | 1.72 |      |
| 1994     | 60       | 40       | 38           | 31       | 17       | 0            | 0.40 |      |
| 1995     | 59       | 52       | 50           | 42       | 27       | 2            | 0.86 |      |
| 1996     | 68       | 44       | 44           | 41       | 28       | 1            | 0.43 |      |
| 1997     | 61       | 43       | 44           | 36       | 27       | 0            | 0.33 |      |
| 1998     | 36       | 25       | 25           | 21       | 16       | 1            | 0.21 |      |
| 1999     | 16       | 9        | 8            | 7        | 5        | 0            | 0.61 |      |
| 2000     | 6        | 5        | 5            | 5        | 3        | －           | 0.22 |      |
| 2001     | 32       | 19       | 17           | 14       | 9        | 0            | 0.16 |      |
| 2002     | 7        | 4        | 3            | 3        | 0        | －           | 0.01 |      |
| 2003     | 28       | 13       | 10           | 10       | 4        | －           | 0.19 |      |
| 2004     | 11       | 2        | 1            | 1        | 0        | －           | 0.00 |      |
| 2005     | 2        | 0        | 0            | 0        | －       | －           | －   |      |
| 2006     | 1        | 1        | 1            | 1        | 1        | －           | 0.07 |      |
| 2007     | 1        | 0        | 0            | 0        | －       | －           | －   |      |
| 合計     | 合計     | 合計     | 289          | 248      | 159      | 5            | 0.64 | 0.74 |

- 出走頭数、勝馬頭数、重賞勝馬頭数、アーニングインデックス、コンパラブルインデックスは、平地競走に限る。

### 主な産駒
太字強調はGI級競走。
- 1994年産
  - ダイタクヤマト（スプリンターズステークス、スワンステークス、阪急杯）[77]
- 1996年産
  - センゲントウショウ（東海菊花賞、ゴールド争覇。地方競馬28勝）[82]
  - スピーディドゥ（アフター5スター賞、報知オールスターカップ）[83]
- 1997年産
  - クラシックホリデー（岩鷲賞、岩手金杯）[84]
- 1999年産
  - シンメイマサコ（北斗盃、春霞賞）[85]

## 特徴・エピソード

### 騎手起用
35戦のうち、岸滋彦が29戦、武豊と田島良保が2戦、加用正と上野清章が1戦に騎乗した。
主戦騎手の岸は、梅田厩舎所属の騎手である。厩舎に所属する騎手は、大抵自厩舎の所属馬に優先して騎乗するものだったが、梅田は、所属騎手に対して、他厩舎の馬を優先するように指示。1988年、デビュー1年目の岸は、それを生かして騎乗数を増やし、同期2番目の勝利を挙げた。さらにデビュー2年目、ダイタクヘリオスと出会うことになる1989年には、吉永忍厩舎のサンドピアリスに騎乗し、エリザベス女王杯を優勝し、GI初勝利。それから3年目の1990年には、坂口正則厩舎のエイシンサニーに騎乗し、優駿牝馬（オークス）を優勝、クラシックを勝利していた。
ダイタクヘリオスでも、岸は同様の行動をとった。3歳時のさざんか賞は、中京で騎乗したために田島。阪神3歳ステークスは、同競走に参戦する坪憲章厩舎のジャストアハードに騎乗したために武。4歳時のマイルチャンピオンシップは、東京で騎乗したために田島。シリウスステークスは、京都で騎乗したために上野。5歳時の高松宮杯は、同競走に参戦する佐山優厩舎のトーワルビーに騎乗したために、梅田の弟弟子だった加用に乗り替わっていた。
ただし例外として、5歳時のマイラーズカップは、岸が騎乗停止処分中だったために、武に乗り替わっていた。マイラーズカップへ参戦するきっかけに、「大本命」ホリノウイナーの回避があったが、ホリノウイナーはもともと武が騎乗する予定であった。そのため、空いていた武がダイタクヘリオスに起用されるに至っている。5馬身差の勝利に導いた武は「これなら僕が乗る予定だったホリノウイナーが出ていても少し危なかったかも知れません。」と述べていた。その後のダイタクヘリオスは、ダービー卿チャレンジトロフィーに進んだが、岸の騎乗停止期間が明けたにもかかわらず、武が継続して騎乗することが内定していた。そこで岸は、陣営に騎乗を志願。それが受け入れられて、主戦騎手の座を守り抜いていた。
4歳の葵ステークスから約1年半、岸とのコンビでは連敗を続け、武や加用が騎乗した時のみ勝利するという現象に見舞われていた。周辺からは「あいつが乗ると勝てない」と批判されるほどだったが、コンビは継続し続けていた。そして5歳のマイルチャンピオンシップでようやく勝利し、岸は師匠にGIタイトルを届けることができ「胸にこみあげてくるものがあった。泣きそうなくらいでした」と述懐している。これ以降、引退まで岸が騎乗することとなるが、これは梅田が岸に対して「もうこれからは、（ダイタク）ヘリオスが出るときは、よその厩舎の馬に乗ることはできんぞ」と述べていたためであった。

### 悪癖とその克服
岸はダイタクヘリオスについて「まともに乗れたらどれだけ強いんだろうと、そう思わせる馬」「乗り役と喧嘩さえしなければ、2500（メートル）の距離でも持ったかもしれません。勝ったのはマイル戦が多かったけど（中略）必ずしもマイラーだったわけではないと思う」と述懐している。1992年、2度目の毎日王冠では、本馬場入場時に岸を振り落とすこともあった。

#### かかり癖
厩舎では、岸が「普段は牛のようにおとなしい馬（後略）」と評するほどおとなしく、デビュー前は、運動中に暴れることもなく、食欲もあり、扱いやすい馬であった。しかし調教が進むにつれて、実戦を重ねるにつれて、騎乗者が手綱を引くと馬が歯向かう「かかる」という現象に見舞われたる。デビューしてしばらくは、陣営がダイタクヘリオスを理解することができないままレースに挑み続け、直線で単独先頭に躍り出た直後に走る気を失う「ソラ」現象にも悩まされた。
生まれつき首を高くして走る癖があり、全身をうまく使えないため、直線でもう一伸びすることができなかった。陣営は、調教を工夫したり、シャドーロールを用いてみたりもしたが、矯正できなかった。岸は「追って伸びるタイプではない」加用は「どちらかといえば瞬発力がある方じゃない」と評している。吉川彰彦によれば「首が高く口を割りかげんだ」状態は、「この馬のポーズ」であると表している。
調教や追い切りは、常に村辺調教助手が跨っており、「ほかの誰にもやらせられない独特のもの」（井口民樹）だったという。特に追い切りは、石田敏徳によれば「前半はゆっくり言って、直線はビュンと伸びる、という常識をせせら笑うように、コースに入るといきなりギューンと飛ばし、最後はバタバタになってしまう。歩く、という表現を僕たちはよく使うが、ひどいときには、歩くどころか、ゴールにたどりつくのがやっとに映るほど。オーバーな表現ではなく、息も絶え絶えになって、ゴールに入るのだ。」という状況であった。
初勝利を挙げた3歳、3度目の新馬戦では、スタートからかかり通しだった。それから一時はクラシックを目指していたが、連敗したことから断念。切り替えて、1200メートル、1400メートルに出走すると、かかることなく2連勝していた。その直後のニュージーランドトロフィー4歳ステークスでは、距離を伸ばして1600メートルの距離に挑戦している。サファリキャップが逃げてハイペース、後方待機勢有利な展開となる中、ダイタクヘリオスは2番手を追走していた。ハイペースの2番手は、手綱を引き少しでも体力を温存させておくことがセオリーだったが、岸は「かかる」を警戒してセオリーを無視して、ハイペースに加わった。その結果、最初の3ハロンを34.1秒、5ハロンを57.1秒で通過する「"超"ハイペース」（A・Y）。直線では、傾向通り先行勢が軒並み失速し後方勢が台頭していたが、ただ先行勢で唯一ダイタクヘリオスだけ、傾向に逆らい2着となっていた。このように、ダイタクヘリオスの場合は、ハイペースだから手綱を引いて控えるというセオリーなど無視した方が好走可能であり、無視すると1600メートルも克服できていた。
しかしその後、岸がセオリー通りの騎乗を続けてしまい、勝利することができなかった。ただし、武豊が騎乗したマイラーズカップは、そもそもかかることなく優勝している。また加用正が騎乗した高松宮杯は、梅田が立案した早めに追い出す作戦を実行して優勝していた。加用は「瞬発力がある方じゃないので、マイラーズC〔ママ〕や今回のレースのように先行して押し切る競馬が合っていると思う」と述懐している。岸以外では、2000メートルまでもこなすことができてしまっていた。
この後から、岸もニュージーランドトロフィー4歳ステークスのように、ハイペースを刻んで、早めに先頭に立ち、直線で押し切るという騎乗パターンを繰り返すようになる。高松宮杯の直後、岸が舞い戻って初戦の毎日王冠では、プレクラスニー陣営の矢野照正調教師が「ダイタクヘリオスがハイペースで飛ばしていったのは予想外」江田照男騎手が「オースミロッチが逃げると思っていたら、となり〔ママ〕のダイタクヘリオスがすごい勢いで飛ばしていたのにはビックリしました」と振り返るほど逃げていた。その後も同様の戦法を繰り返し、マイルチャンピオンシップの舞台で結実している。

#### 舌を出す癖
「かかる」癖の他にも、「ハミ受け」が悪かった。「ハミ」とは馬の口に噛ませる馬具のことであり、ハミと「手綱」と呼ばれるひもを接続することで騎乗者は、馬をコントロールすることが可能となっている。ハミの「受けが悪い」とは、騎乗者によるコントロールが難しいという状況である。そのため、ダイタクヘリオスは、レース中に左へ行きたがるようになり、右回りなら外側に、左回りなら内側に斜行するようになった。さらに、ハミを越えて舌を出すという癖である「舌を越す」現象にも見舞われ、口を開いたまま走り「かかる」一因にもなっていた。

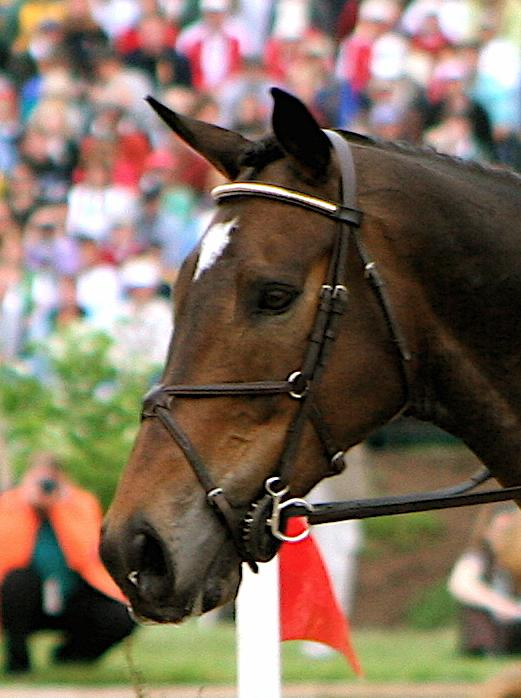
鼻革の一例。これはダイタクヘリオスではない。

5歳時の毎日王冠は、プレクラスニーにかわされて2着となっていたが、その走りを見た騎手の岡部幸雄、小島太が梅田に対し「スピードはすごい。口さえ開かなければ」と指摘していた。特に岡部からは、ハミ受けを良くする「鼻の上でクロスするタイプ」の鼻革の装着を提案されている。鼻革は、馬の口に巻くもので、装着すると「舌を越す」ことや口を開くことを防ぐことができ、ハミ受けが良くなるという効果があった。
その次のスワンステークスから、「鼻革」とハミの位置を正しく保つ効果のある「ハミ吊り」を装着して出走した。初戦こそ敗れたが、続くマイルチャンピオンシップで結実。その後はマイラーズカップ優勝のほか、長距離2500メートルの有馬記念でも5着に食い込むことができていた。ハミ受けが改善し、騎乗者のコントロールが容易になったことで、安定した成績を実現する。梅田は「（前略）ハミ受けが良くなり頭が高くなるのも矯正され、まっすぐに走るようになった。効果は大きかった」と述懐している。
ハイペースで先陣を切り口を開けて走る姿から、笑いながら走る馬と呼ばれた。

### 戦績
35戦のうち、単勝1番人気に推されたのは6戦あったが、勝利を挙げたのはさざんか賞のみである。人気を集めた際には複勝圏外に沈み、人気を落とした際に勝利、複勝圏内に食い込むという、勝馬投票券の購入者を弄ぶ様子は「オッズを見る馬」（石田敏徳）「人気がわかる馬」（松永郁子）と言い表された。梅田は「気分屋でアテにならない」「新聞もファンも、みんな、アイツのことはようわからんと言うけど、実際のところ私もようわからんのよ」。岸は「（前略）いい時も悪い時も雰囲気は同じ、走らんやろと思ったら走ったり、距離的にもメンバー的にもチャンスだと思ったら惨敗したり、最後までホンマにようわからん馬でした」と述懐している。
この頃の岸もまた、ダイタクヘリオスを始め、20番人気のサンドピアリス、5番人気のエイシンサニーでGIを勝利する姿に「意外性の岸」「穴の岸」などと言い表されていた。ダイタクヘリオスが引退する12月には、朝日杯3歳ステークス（GI）に、自身のお手馬エルウェーウィンとビワハヤヒデという選択肢から、ビワハヤヒデを選んで参戦。単勝オッズ1.3倍の1番人気に推されたが、代打南井克巳の騎乗する3番人気エルウェーウィンにハナ差かわされて2着敗退。翌年のクラシックを前に、ビワハヤヒデの主戦騎手を降板させられている。ライターの神山信一は「岸のキャラクターを理解するには、彼の相棒だったダイタクヘリオスを思い出せばいい。ヒーローと呼ぶには少し抵抗があるが、決して脇役や悪役ではない。勝つときはいつも人気がなく、人気になるとアッサリ負けてしまう。ダイタクヘリオスのそんな性癖は、まさに岸の性癖そのもの。顔は二枚目でも性格は三枚目の岸だが、ダイタクヘリオスはまさにお似合いの馬だった」と表している。
平成3年の高松宮杯やマイルCSでダイイチルビーを退け勝利し、平成4年のマイルCSでシンコウラブリイを退け勝利したことから、 牝馬（おんな）泣かせの馬と呼ばれ、 「成績にムラはあるが、美女の前ではビシッと決める心憎い奴」と評された。

## 評価

### レーティング
| 中央競馬フリーハンデ |           |          |          |             |         |
| 年度                 | 部門      | 順位     | 数値     | 備考        | 出典    |
| 1989                 | 3歳（西） | 3位タイ  | 53       | [ 注釈 19 ] | [ 100 ] |
| 1990                 | 4歳       | ランク外 | ランク外 | [ 注釈 20 ] | [ 101 ] |
| 1990                 | 短距離    | 14位タイ | 54       | [ 注釈 21 ] | [ 102 ] |
| 1991                 | 5歳以上   | 5位      | 59       | [ 注釈 22 ] | [ 103 ] |
| 1991                 | 短距離    | 2位      | 62       | [ 注釈 23 ] | [ 104 ] |
| 1992                 | 5歳以上   | 4位タイ  | 60       | [ 注釈 24 ] | [ 105 ] |
| 1992                 | 短距離    | 1位      | 60       | [ 注釈 25 ] | [ 106 ] |

### JRA賞
競走生活中のJRA賞の選考において、2年で5部門に票を得たが、選出されなかった。
マイルチャンピオンシップでGI初勝利、他にマイラーズカップと高松宮杯を勝利した1991年は、全176票中19票を集めて、JRA賞最優秀スプリンターの次点。11票を集めて、JRA賞最優秀父内国産馬の第4位。マイルチャンピオンシップ連覇を果たした1992年は、全176票中33票を集めて、JRA賞最優秀スプリンターの次点。10票を集めてJRA賞最優秀父内国産馬の第3位。2票を集めてJRA賞最優秀5歳以上牡馬の第4位となった。

## 血統表
| ダイタクヘリオスの血統          | ダイタクヘリオスの血統                       | ダイタクヘリオスの血統           | （血統表の出典）                 | （血統表の出典）  |
| 父系                            | リュティエ系                                 | リュティエ系                     | リュティエ系                     | [ § 2 ]           |
| 父 ビゼンニシキ 1981 栗毛       | 父の父*ダンディルート Dandy Lute 1972 鹿毛   | Luthier 1965 黒鹿毛              | Klairon                          | Klairon           |
| 父 ビゼンニシキ 1981 栗毛       | 父の父*ダンディルート Dandy Lute 1972 鹿毛   | Luthier 1965 黒鹿毛              | Flute Enchantee                  |                   |
| 父 ビゼンニシキ 1981 栗毛       | 父の父*ダンディルート Dandy Lute 1972 鹿毛   | Dentrelic 1965 栗毛              | Prudent                          | Prudent           |
| 父 ビゼンニシキ 1981 栗毛       | 父の父*ダンディルート Dandy Lute 1972 鹿毛   | Dentrelic 1965 栗毛              | Relict                           |                   |
| 父 ビゼンニシキ 1981 栗毛       | 父の母ベニバナビゼン 1975 栗毛               | *ミンスキー 1968 栗毛            | Northern Dancer                  | Northern Dancer   |
| 父 ビゼンニシキ 1981 栗毛       | 父の母ベニバナビゼン 1975 栗毛               | *ミンスキー 1968 栗毛            | Flaming Page                     |                   |
| 父 ビゼンニシキ 1981 栗毛       | 父の母ベニバナビゼン 1975 栗毛               | カツハゴロモ 1971 鹿毛           | *サウンドトラック                | *サウンドトラック |
| 父 ビゼンニシキ 1981 栗毛       | 父の母ベニバナビゼン 1975 栗毛               | カツハゴロモ 1971 鹿毛           | *ワイルドライフ                  |                   |
| 母 ネヴアーイチバン 1971 黒鹿毛 | 母の父*ネヴァービート Never Beat 1960 栃栗毛 | Never Say Die                    | Nasrullah                        | Nasrullah         |
| 母 ネヴアーイチバン 1971 黒鹿毛 | 母の父*ネヴァービート Never Beat 1960 栃栗毛 | Never Say Die                    | Singing Grass                    |                   |
| 母 ネヴアーイチバン 1971 黒鹿毛 | 母の父*ネヴァービート Never Beat 1960 栃栗毛 | Bride Elect                      | Big Game                         | Big Game          |
| 母 ネヴアーイチバン 1971 黒鹿毛 | 母の父*ネヴァービート Never Beat 1960 栃栗毛 | Bride Elect                      | Netherton Maid                   |                   |
| 母 ネヴアーイチバン 1971 黒鹿毛 | 母の母ミスナンバイチバン 1959 黒鹿毛         | *ハロウェー                      | Fairway                          | Fairway           |
| 母 ネヴアーイチバン 1971 黒鹿毛 | 母の母ミスナンバイチバン 1959 黒鹿毛         | *ハロウェー                      | Rosy Legend                      |                   |
| 母 ネヴアーイチバン 1971 黒鹿毛 | 母の母ミスナンバイチバン 1959 黒鹿毛         | *スタイルパッチ                  | Dogpatch                         | Dogpatch          |
| 母 ネヴアーイチバン 1971 黒鹿毛 | 母の母ミスナンバイチバン 1959 黒鹿毛         | *スタイルパッチ                  | Style Leader                     |                   |
| 母系(F-No.)                     | スタイルパッチ系(FN:8-g)                     | スタイルパッチ系(FN:8-g)         | スタイルパッチ系(FN:8-g)         | [ § 3 ]           |
| 5代内の近親交配                 | Big Game 5×4、Nearco 5･5（母内）             | Big Game 5×4、Nearco 5･5（母内） | Big Game 5×4、Nearco 5･5（母内） | [ § 4 ]           |
| 出典                            | 1. 2. 3. 4.                                  | 1. 2. 3. 4.                      | 1. 2. 3. 4.                      | 1. 2. 3. 4.       |

母系は、祖母のミスナンバイチバンから大きく広がっており、近親の活躍馬にはカブラヤオー、ミスカブラヤ、ダイタクバートラム、ダイタクリーヴァ、ダイタクテイオー、チャンストウライなどがいる。